# Baro (rijeka)
Baro (znana i kao Anuak i Upeno) je rijeka na jugozapadu Etiopije koja označava granicu sa Sudanom. Od svog izvora na Etiopskoj visoravni teče pravilno prema zapadu 306 km kako bi se spojila s rijekom Pibor. Ušće rijeka Baro i Pibor (gotovo na samoj sudanskoj granici) označava početak rijeke Sobat, pritoka Bijelog Nila.

## Osobine
Rijeka Bara nastaje spajanjem dviju rijeka, Birbir i Geba, istočno od mjesta Metu u zoni Ilubabor (regija Oromia). Nakon toga rijeka teče na zapad kroz regiju Gambela do spoja s rijekom Pibor, tako nastaje rijeka Sobat. Najznačajniji su pritoci rijeke Baro rijeke Alvero i Jikavo.
Površina porječja rijeke Baro i njezinih pritoka je 41400 km2. Prosječni je godišnji istjek na ušću 241 m3/s.
Od svih pritoka rijeke Sobat, Baro je daleko najveći: donosi 83% vode u Sobat. Tijekom kišne sezone, koja traje od lipnja do listopada, rijeka Baro sama daje oko 10% voda Nila. Međutim, za sušnog je razdoblja (ostatak godine) vodostaj Bara vrlo nizak.
Rijeka Baro jedina je plovna rijeka u Etiopiji, a najznačajniji je veći grad na njezinu toku Gambela koji je bio značajna riječna luka od 1907. sve do 1990-ih kad je zbog građanskih ratova u Etiopiji i Sudanu potpuno obustavljen riječni promet između te dvije zemlje.
Na rijeci Baro izgrađen je drugi po veličini most u cijeloj Etiopiji, duljine 305 metara.

## Rijeka Baro u povijesti
Granica između Sudana i Etiopije ustanovljena je 1899. i uglavnom se držala rijeke Baro. Nju su odredili britanski bojnici H.H. Austin i Charles W. Gwynn. Oni nažalost nisu poznavali prilike u kraju kojem su krojili sudbinu. Nisu poznavali ni sastav stanovništva ni njihove jezike, a imali su i vrlo skromne zalihe pa im se žurilo.
Umjesto da graničnu liniju odrede na temelju etničkih skupina i njihovih povijesnih područja, oni su se uglavnom pri određivanju granice držali prirodnih granica koje je tvorilo korito rijeke Baro. Ova je granica potvrđena Anglo-etiopskim ugovorom 1902. i ostala je do danas. Zbog te granice izbijaju brojni sukobi između Etiopije i Sudana.
Vittorio Bottego, koji je istraživao tok rijeke Baro i okolni kraj kasnih 1890-ih, predložio je da se rijeka nazove po talijanskom admiralu Simoneu Arturu Saint-Bonu (1823. – 1892.)
Talijanski pustolov L. Usoni neuspješno je tražio zlato po rijeci Baro i nakon toga 1952. napisao knjigu o svojim dogodovštinama.